# Les Hauts-de-Chée
Les Hauts-de-Chée ist eine französische Gemeinde mit 702 Einwohnern (Stand: 1. Januar 2022) im Département Meuse in der Region Grand Est (bis 2015 Lothringen). Sie gehört zum Arrondissement Bar-le-Duc und zum Kanton Revigny-sur-Ornain.

## Geographie
Les Hauts-de-Chée liegt etwa 36 Kilometer südsüdwestlich von Verdun. Umgeben wird Les Hauts-de-Chée von den Nachbargemeinden Lisle-en-Barrois im Nordwesten und Norden, Rembercourt-Sommaisne im Norden, Raival im Nordosten und Osten, Seigneulles im Osten, Vavincourt im Südosten und Süden, Chardogne im Süden sowie Louppy-le-Château im Westen.

## Geschichte
Die Gemeinde entstand durch den Zusammenschluss von Condé-en-Barrois mit Génicourt-sous-Condé, Hargeville-sur-Chée, Louppy-sur-Chée und Les Marats.
| Jahr      | 1962 | 1968 | 1975 | 1982 | 1990 | 1999 | 2006 | 2019 |
| --------- | ---- | ---- | ---- | ---- | ---- | ---- | ---- | ---- |
| Einwohner | 401  | 342  | 690  | 770  | 802  | 759  | 733  | 712  |

## Sehenswürdigkeiten
- Kirche Saint-Michel in Condé-en-Barrois, im 18. Jahrhundert wieder errichtet
- Kirche Saint-Remi in Hargeville-sur-Chée aus dem 19. Jahrhundert
- Kirche Saint-Amand in Louppy-sur-Chée aus dem 13. Jahrhundert, Umbauten aus dem 19. Jahrhundert
- Kirche Saint-Médard in Marat-le-Grande
- alte Kapelle Saint-Jean, heutiges Rathaus

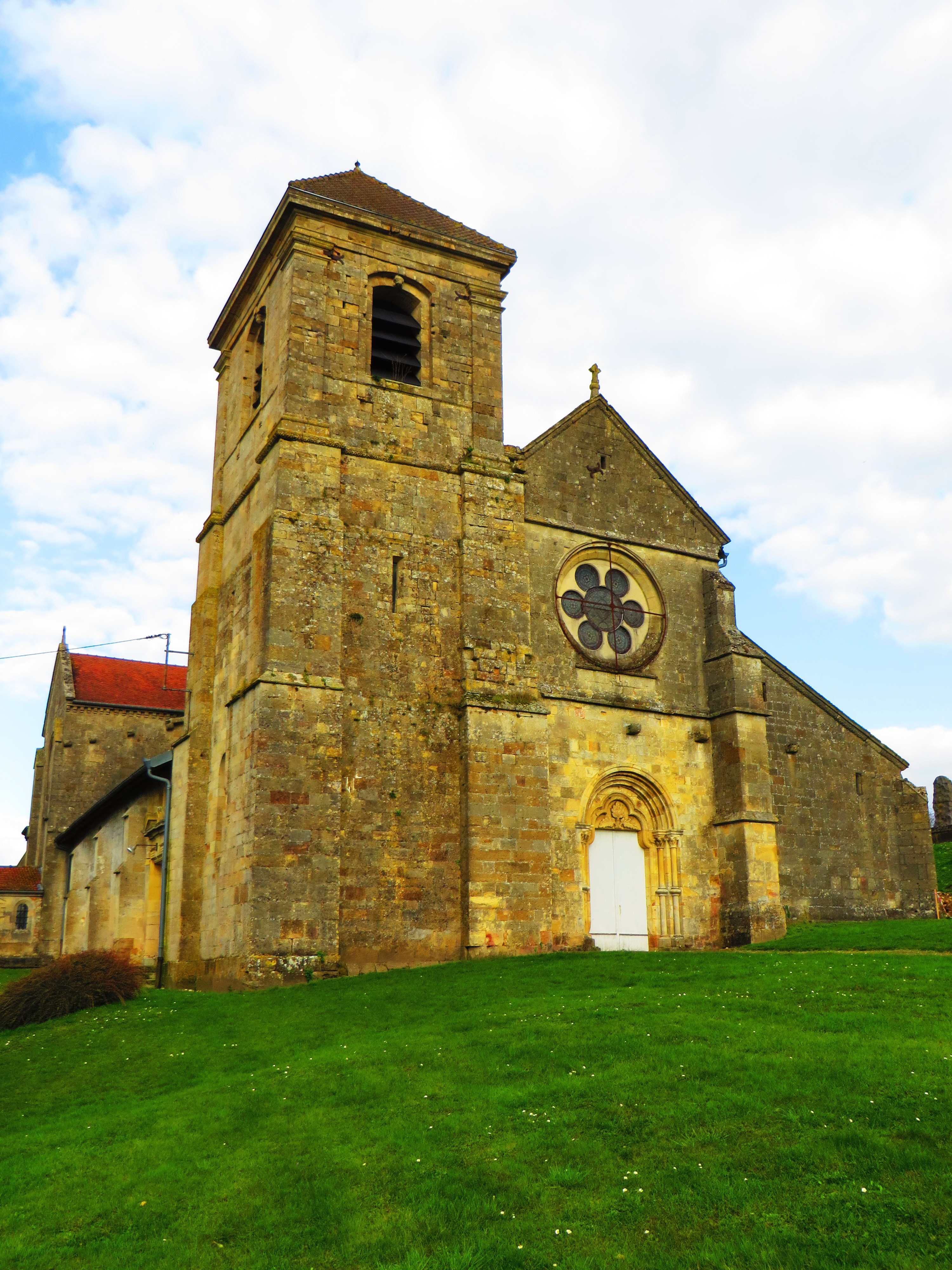
Kirche Saint-Michel
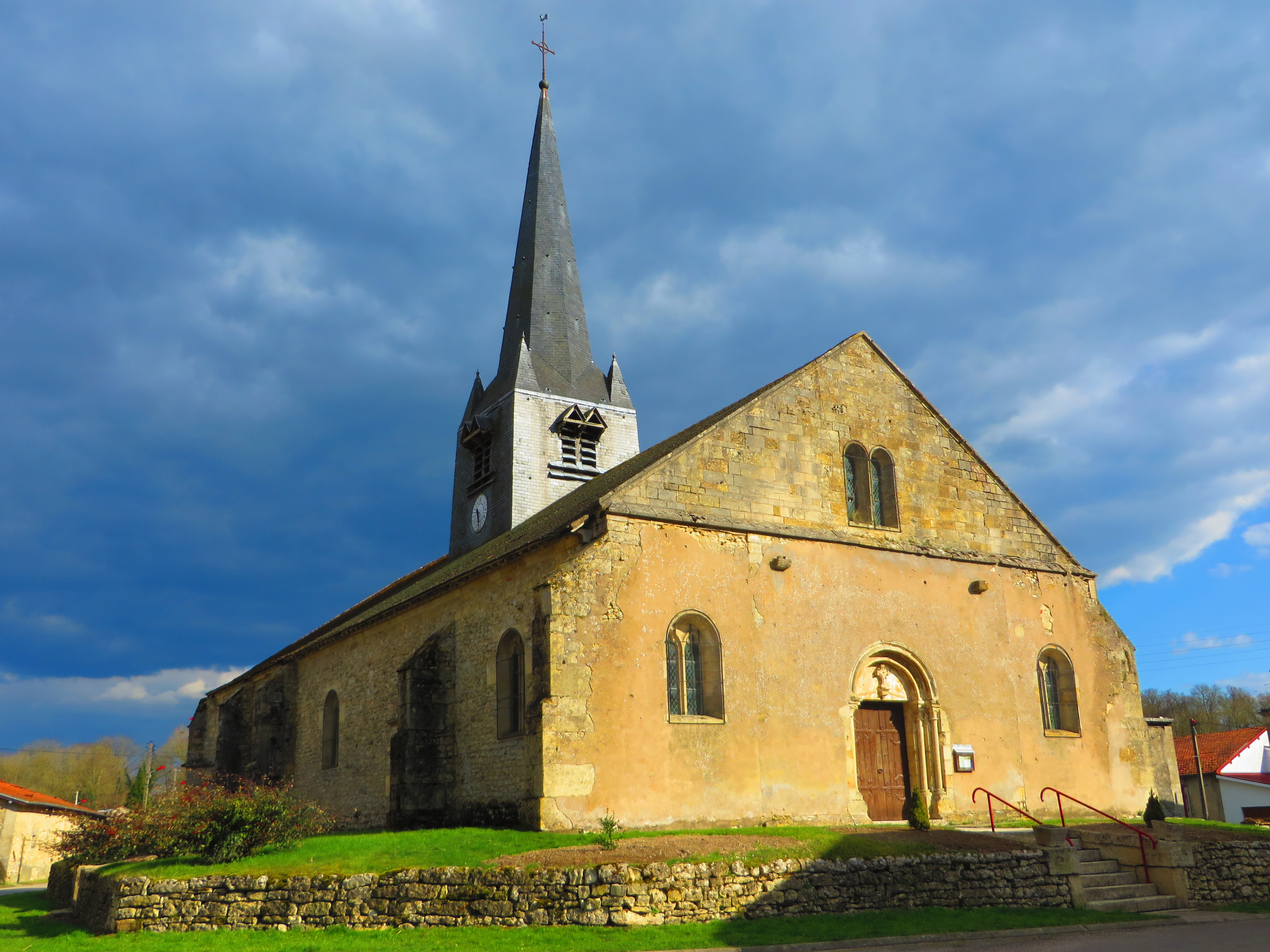
Kirche Saint-Amand
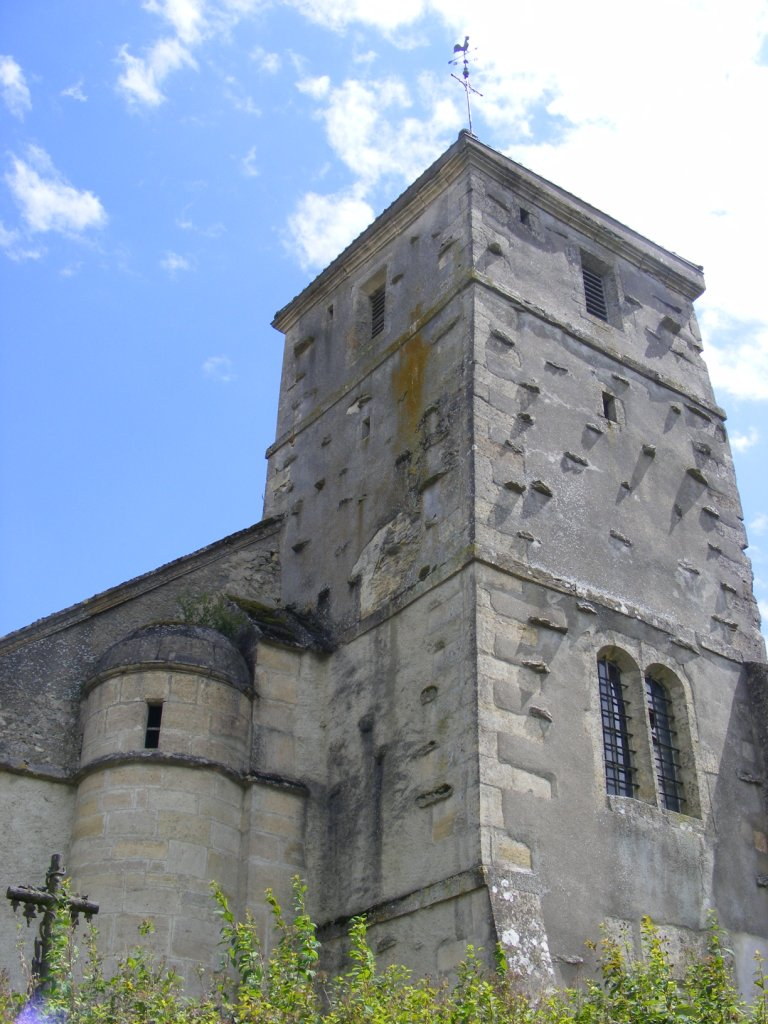
Kirche Saint-Médard in Marat

## Persönlichkeiten
- Jean Éstienne (1860–1936), Artilleriegeneral